# Morane-Saulnier MS.406
El Morane-Saulnier MS.406 fue un avión de caza del Ejército del Aire Francés fabricado por la firma Morane-Saulnier a partir de 1938. Numéricamente fue el caza francés más importante durante las etapas iniciales de la Segunda Guerra Mundial. Aunque robusto y altamente maniobrable, contaba con poca potencia y armamento débil en comparación con sus contemporáneos, siendo superado por el Messerschmitt Bf 109E durante la Batalla de Francia. El MS.406 cumplió con su labor al inicio del conflicto (la llamada Guerra de broma), pero cuando en 1940 las hostilidades se recrudecieron, las pérdidas al término de la Batalla de Francia por diversas causas ascendieron a 387 aviones. El avión fue también adquirido y utilizado por la Fuerza Aérea Finlandesa y la Fuerza Aérea Suiza que a su vez desarrollaron versiones locales. Fue el primer caza francés que superó los 400 km/h, y uno de los dos únicos tipos de aviones franceses (junto al Potez 630) del que se construyeron más de 1000 ejemplares.

## Diseño y desarrollo
En 1934, el Service technique de l'aéronautique de la Armée de l'Air emitió el requisito de "diseño C1" para un nuevo caza monoplaza monoplano y tren de aterrizaje retráctil, para reemplazar al Dewoitine D.500 y Loire 46 . Este programa se modificó varias veces y se corrigió el 16 de noviembre de 1935. Dio a luz al Loire 250 , Dewoitine D.513 , Loire-Nieuport LN 161 , Morane-Saulnier MS.405 y Bloch MB.150 . Se seleccionaron dos proyectos, los Bloch MB.150 y Morane-Saulnier MS.405. Estos eran monoplanos de ala baja, cabinas cerradas y tren de aterrizaje retráctil, sin embargo, el Bloch iba a equiparse con un motor radial refrigerado por aire de dos hileras y 14 cilindros Gnome et Rhône 14N de 1080 hp y el Morane con un lineal V12 Hispano-Suiza. Inexplicablemente se prefirió al 405 a otro prototipo con un motor en línea, el Loire-Nieuport LN 161 construido completamente de metal y con un rendimiento superior en términos de velocidad, techo de vuelo y velocidad de ascenso (a 8000 m en 9 min contra los 24 para el MS-406).
Los planos del MS.405 y las siguientes versiones fueron elaborados bajo la dirección del ingeniero Paul-René Gauthier director técnico de Morane-Saulnier. El MS.405 era un monoplano de ala baja de construcción mixta, con cola de madera cubierta de tela; el revestimiento del fuselaje y alas era de construcción mixta metal-madera (Plimax) fijada a la estructura a base de tubos de duraluminio; el Plymax consistía en una delgada lámina de duraluminio unida (encolada) a una lámina más gruesa de madera de okume contrachapada. Morane-Saulnier tenía un largo historial de producción de aviones militares que databa desde antes de la I Guerra Mundial, pero en el período de entreguerras, se había concentrado en diseños civiles. El avión representaba un enorme cambio para la empresa, siendo su primer monoplano de ala baja, así como con una cabina cerrada, y su primer diseño con tren de aterrizaje retráctil. Anteriormente, la mayoría de sus diseños modernos habían sido con la típica configuración monoplana con alas tipo parasol de la compañía.
El nuevo motor de 12 cilindros en V Hispano-Suiza 12Ygrs de una potencia real de 650 hp (inferior a los 850 hp nominales) movía una hélice bipala Chauvière. El primer prototipo MS.405-01, voló el 8 de agosto de 1935 con el piloto de pruebas de la compañía Michel Detroyat a los mandos. El desarrollo fue muy lento, y el segundo prototipo MS.405-02, con un motor Hispano-Suiza 12Ycrs de 860 hp, no voló hasta el 20 de enero de 1937, casi un año y medio más tarde. Con el nuevo motor, el caza alcanzó 443 km/h, lo suficientemente rápido como para asegurar una orden para 15 ejemplares de preserie, cada uno incluyendo mejoras de la versión anterior.

## Variantes

### MS.406
El resultado de estos cambios fue el MS.406. Los dos cambios principales fueron la inclusión de una nueva estructura alar que rebajó el peso y un radiador retráctil bajo el fuselaje. Se desarrolló para la producción de este modelo, el motor HS 12Y-31 de 641,3 kW (860 hp) y con el que era 8 km/h más rápido que el 405, consiguiendo 489 km/h. El armamento consistía en un cañón Hispano-Suiza HS.9 o HS.404 de 20 mm con 60 cartuchos instalado en la V del motor y disparando a través del buje de la hélice, y dos ametralladoras MAC 1934 (una en cada ala, con 300 proyectiles por arma). Una debilidad de la MAC 1934 era su operación a gran altura; se encontró que a altitudes de más de 6000 m, las armas tenían tendencia a congelarse, por lo que se añadieron calentadores para su uso a gran altitud.

### MS.410
Mientras que los 406 estaban entrando servicio, en 1939 se inició una serie de actualizaciones para mejorar el diseño. El resultado fue el MS.410 , que incluía un ala más reforzada, un radiador fijo más simple en lugar del diseño retráctil anterior, se instalaron las ametralladoras MAC 34/ M1939 una variante para aeroplanos de la MAC 34 alimentada por cintas de munición, así como eyectores de escape para el empuje adicional. El empuje añadido aumentó la velocidad máxima a 509 km/h, una mejora de alrededor de 16 km/h sobre el MS.406.
La producción acababa de comenzar cuando Francia cayó, y solo se habían completado cinco ejemplares. Sin embargo, la producción continuó bajo supervisión alemana, y se inició la conversión de los MS.406 anteriores a la norma 410, pero muchos de ellos solo recibieron las nuevas alas. En total se modificaron 74 aviones.

### MS.411 / MS.412
Solo se construyó un MS.411 a partir de uno de los 15 aviones de la línea de preproducción con el ala del MS.406 y el motor de 745,7 kW (1000 CV) Hispano-Suiza 12Y-45. Más tarde se realizó otra modificación que llevó al MS.412 al instalar el motor de 783,0 kW (1050 CV) Hispano-Suiza 12Y-51, pero, no llegó a ser completado antes del armisticio.

### MS.450
En 1939 Hispano-Suiza comenzó a entregar el nuevo prototipo de motor Hispano-Suiza 12Z de 969,4 kW (1300 CV). Uno de ellos fue instalado en un MS.410 modificado para crear el MS.450 , dando mejoras en el rendimiento, sobre todo en vuelos a gran altitud. Sin embargo, el motor no entró en producción antes de la caída de Francia, y además se consideró que el igualmente modificado Dewoitine D.520 (versión D.523 / D.551) era un mejor diseño para el motor de todos modos.

## Variantes suizas

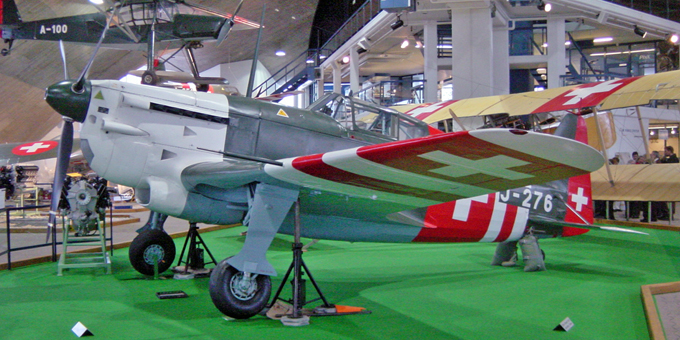
D-3801J, Flieger-Flab-Museum

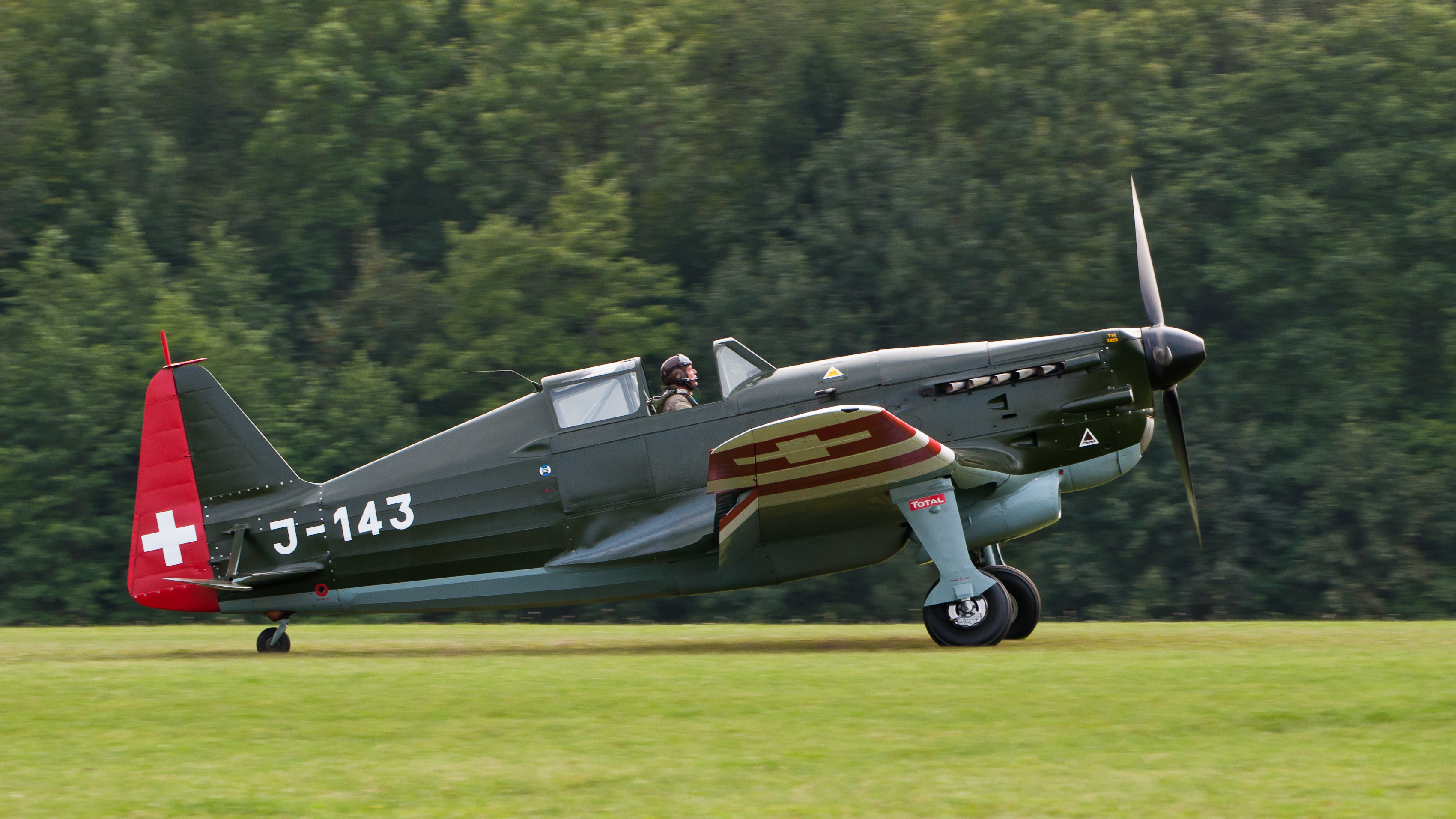
Morane-Saulnier (EKW) D-3801 (MS-412)

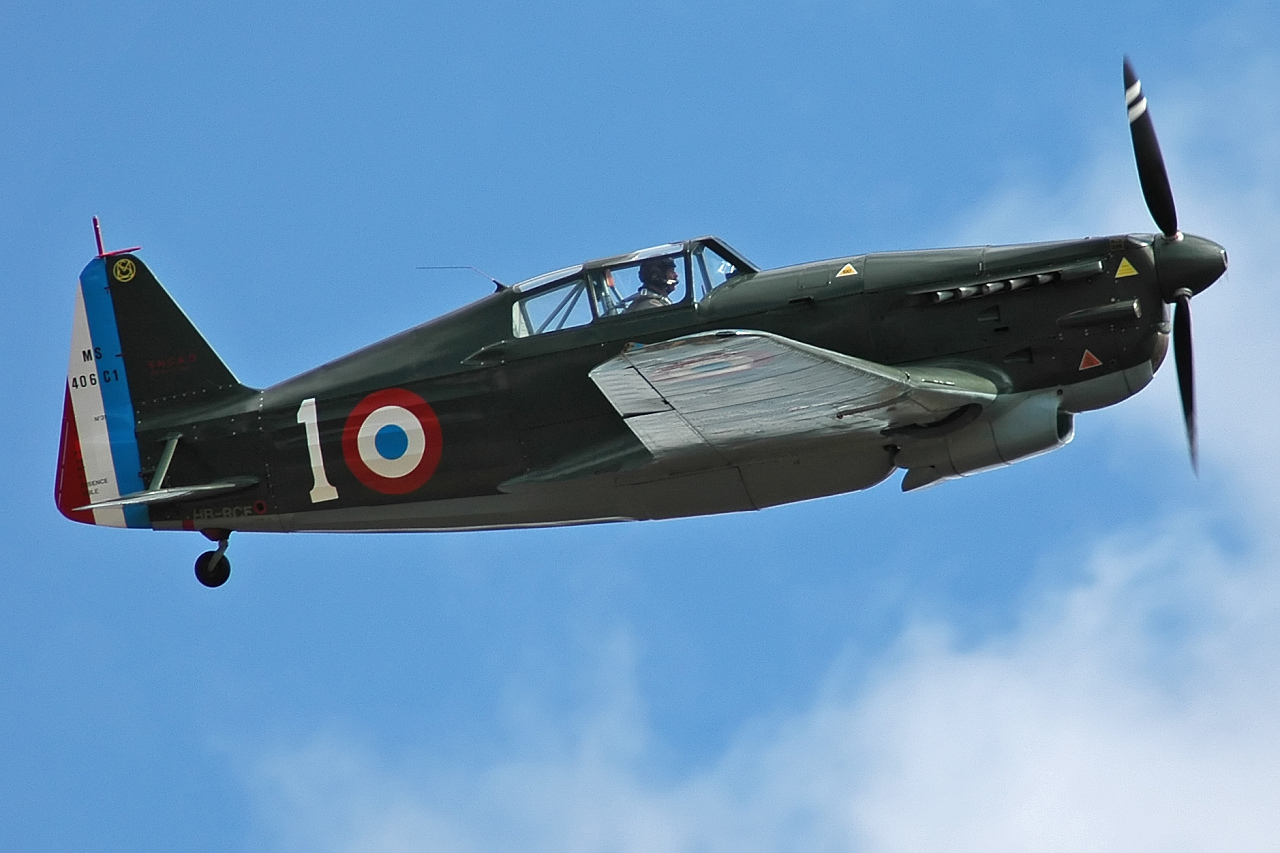
D-3801 J-143 de la Asociación Morane Charlie-Fox volando en julio de 2006

### D-3800
Dos MS.406H fueron suministrados a Suiza en septiembre de 1938 y abril de 1939 para servir como patrones de la construcción bajo licencia adquirida en 1938 del designado como EFW D-3800 conservando el diseño del ala anterior del 405, pero impulsados por el nuevo motor Hispano-Suiza 12Y -31 de 860 hp.
La preproducción a cargo de la compañía Eidgenössisches Flugzeugwerk (EFW) comenzó con un lote de ocho aviones con motores construidos por Adolph Saurer AG e impulsado por la nueva hélice Escher-Wyss EW-V3 totalmente ajustable. Los instrumentos y radios fueron reemplazados por versiones suizas y las ametralladoras MAC alimentadas por tambor fueron sustituidas por armas alimentadas por cinta diseñadas y construidas de forma local Flieger MG 29 de 7,5 mm , por lo que quedaron eliminadas de las alas las protuberancias de la versión francesa, y se evitaron los problemas de congelación que tenían las ametralladoras francesas; el cañón era un Oerlikon FF de 20 mm. El primero de estos aviones voló por primera vez el 11 de septiembre de 1938 en Villacoublay , seguido por el segundo el 15 de mayo de 1939. La producción de este modelo prosiguió luego con una orden de 74 ejemplares, que fueron entregados en su totalidad antes del 29 de agosto de 1940. En 1942, se montaron otros dos con repuestos en principio reservados para la ejecución de producción original.
Durante 1944 los aviones supervivientes fueron modificados con nuevos sistemas de refrigeración e hidráulicos, y equipados con eyectores en los tubos de escape. Estas modificaciones sirvieron para equipararse con la serie D-3801, haciéndolos idénticos, con la excepción de la instalación del motor. Al final de la guerra los aviones restantes fueron utilizados como entrenadores, hasta que el último fue desguazado en 1954.

### D.3801 / 3802
Los suizos prosiguieron con el desarrollo del MS.412 cuando la implicación francesa se detuvo tras el armisticio de junio de 1940. La fábrica Dornier Werke Altenrhein (Doflug) completó un prototipo accionado con el motor producido con licencia HS 12Y-51, generando 790,4 kW (1060 hp), junto con el radiador fijo y tubos de escape revisados probados en el MS.411, en octubre de 1940. El nuevo tipo, designado D.3801 tenía los cambios de armamento y otras mejoras introducidas en el D-3800. Esta serie fue puesta en producción en 1941 como D-3801, entregándose hasta 1945 207 unidades. Otros 17 fueron construidos a partir de piezas de repuesto entre 1947 y 1948. La fiabilidad del nuevo motor fue al principio muy pobre, con problemas con los cojinetes del cigüeñal, que causaron varios accidentes. Los problemas del motor desaceleraron las entregas, con solamente 16 aviones producidos en 1942 y uno solo entregado en 1943. Estos problemas se resolvieron finalmente en 1944. Con los 1000 hp del Hispano-Suiza 12Y-51, la velocidad se vio incrementada a 534 km/h, más o menos equivalente a la del D.520 o el Hurricane . Los pesos estaban entre 2124-2725 kg. Después de ser retirados del servicio operacional como cazas cuando se adquirieron P-51 Mustang en 1948, el tipo quedó en servicio como entrenador y remolcador de blancos hasta su baja en 1959.
El D-3802 tenía un esquema parecido al MS450. Las alas eran muy similares, con un borde posterior estrecho y recto y que se estrechaba fuertemente cerca del fuselaje, luego se enderezaba pero continuaba estrechandose en la sección exterior. El fuselaje era monocasco completamente forrado de metal, y visualmente era más refinado que el MS.450 o el anterior MS.406, que se veían bastante voluminosos. El motor V12 Saurer (Hispano-Suiza) YS-2 refrigerado por líquido más potente del D-3802 lo convirtió en el primer miembro de la familia MS.406 en alcanzar los 650 km/h. El prototipo que realizó su vuelo inaugural el 29 de septiembre de 1944, estaba armado con un cañón de 20 mm montado en el motor y cuatro ametralladoras montadas en las ala. Más tarde, los suizos ordenaron una serie de preproducción de once ejemplares, en la que las ametralladoras montadas en las alas fueron reemplazadas por dos cañones de 20 mm, Mientras se producían estos aviones, el trabajo de desarrollo avanzó hacia el D.3803; este era un D.3802 mejorado con el motor Saurer YS-3 de 1430 hp Este prototipo alcanzó una velocidad de 636 km/h, sin embargo, solo se construyó un único ejemplar. Finalmente ninguno de los dos tipos entró en producción y, en cambio, los suizos decidieron comprar P-51D Mustang excedentes de guerra. Los doce D-3802 permanecieron en servicio hasta 1956.

## Variante finlandesa

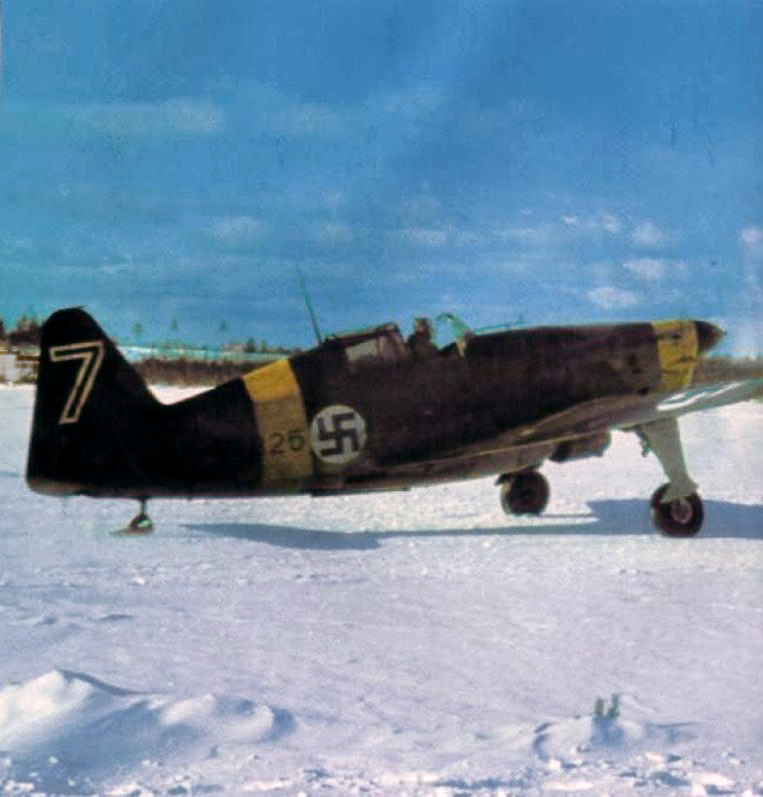
MS.325 de la Fuerza Aérea Finlandesa, Viitana 1942

### Mörkö-Morane
Francia envió 30 Morane-Saulnier a Finlandia, entre el 4 y el 29 de febrero de 1940. En 1943, los finlandeses recibieron una entrega adicional de 46 MS.406 y 11 MS.410 comprados a los alemanes. Para aquellas fechas, los cazas estaban irremediablemente obsoletos, pero los finlandeses estaban tan necesitados por tener aviones útiles que decidieron iniciar un programa de modificación para convertir todos sus ejemplares a un nuevo estándar.
El diseñador de aviones Aarne Lakomaa convirtió los obsoletos "MS" en el caza Mörkö-Morane (a veces se refieren a él como el "LaGG-Morane"). Propulsado con motores soviéticos capturados Klimov M-105 (desarrollo del M-100, versión con licencia del HS 12Y) de 820,3 kW (1100 hp) con una hélice de paso variable, el fuselaje requirió cierto refuerzo, y también se le dotó de una nueva y más aerodinámica cubierta del motor. Estos cambios aumentaron la velocidad a 525 km/h. Otros cambios incluyeron un nuevo radiador de aceite tomado del Bf 109, el uso de cuatro ametralladoras alimentadas por cinta como el MS.410, y el excelente cañón MG 151 /20 de en el montaje del motor. Sin embargo, las existencias del MG 151 eran limitadas, y a varios se les instaló la ametralladoras capturadas Berezin UB de 12,7 mm en su lugar.
El primer ejemplar del caza modificado, MS-631 hizo su primer vuelo el 25 de enero de 1943, y los resultados fueron sorprendentes; el avión era 64 km/h más rápido que la versión francesa original, y el techo de vuelo aumentó hasta los 10 000-12 000 m. Originalmente, estaba previsto convertir los restantes 41 MS.406 y MS.410 instalándoles un motor soviético, pero tomó tiempo, y el primer avión de primera línea de este tipo no llegó a incorporarse al escuadrón LeLv 28 hasta julio / agosto de 1944. Hacia el final de la Guerra de Continuación en 1944, solo se habían convertido tres ejemplares (incluyendo el prototipo original). El teniente Lars Hattinen (un as con seis victorias) se anotó tres derribos con el Mörkö-Morane. Más tarde llegaron más cazas de la fábrica, sin embargo, los Mörkö-Morane solo participaron en la Guerra de Laponia como aviones de reconocimiento y de ataque a tierra. No todas las conversiones Mörkö-Morane se completaron antes de marzo de 1945, cuando se detuvo todo el programa de sustitución de motores. Al finalizar la guerra, el total fue llevado a 41, que sirvieron como entrenadores avanzados con el TLeLv 14 hasta septiembre de 1948. En 1952 todos los Morane finlandeses restantes fueron desechados.

## Historia operacional
A finales de la década de 1930, la guerra con Alemania era inminente, y la Armée de l'Air hizo un pedido de 1000 ejemplares del avión en marzo de 1938. Morane-Saulnier era incapaz de producir tan elevado número en su propia fábrica, por lo que se creó una segunda línea en las fábricas nacionalizadas de SNCAO en St. Nazaire convertidas para producir el tipo. La producción comenzó a finales de 1938, y el primer ejemplar de producción voló el 29 de enero de 1939. Las entregas se vieron obstaculizadas más por las lentas entregas de los motores que por falta de fuselajes.
En abril de 1939, las líneas de producción estaban entregando seis aviones al día, y cuando la guerra comenzó el 3 de septiembre de 1939, la producción era de 11 al día, estando en aquel momento 535 en servicio. La producción del MS.406 terminó en marzo de 1940, después de que la orden original de 1000 fue entregada a la Armée de l'Air , más otros 77 para los usuarios extranjeros (30 de Finlandia y 45 en Turquía ). Órdenes adicionales para Lituania y Polonia fueron canceladas con el estallido de la guerra.
El MS.406 equipaba 16 Groupes de Chasse y tres escuadrillas en Francia y en ultramar, y 12 Groupes vieron acción contra la Luftwaffe. El avión era muy maniobrable y podría soportar grandes daños en combate, pero fue superado por el Bf 109 y las pérdidas fueron muy elevadas (150 aviones perdidos en acción y 250-300 perdidos por otras causas). Después del armisticio, solo una unidad de las fuerzas aéreas de la Francia de Vichy, el 7 GC., estaba equipado con el tipo.
La Luftwaffe tomó posesión de un gran número de MS.406 y MS.410, utilizó cierto número para la formación y vendió otros. Finlandia compró MS.406 adicionales (además de unos 406/410 híbridos) a los alemanes, mientras que otros fueron cedidos a Italia y unos 48 a la Fuerza Aérea del Estado Independiente de Croacia en 1943.
la Fuerza Aérea del Armisticio solo mantuvo seis grupos de combate de Bloch MB.152 en el continente y seis grupos de combate de Dewoitine D.520 y Curtiss H-75 en el norte de África. El GC I/7 basado en Rayack, Siria y el EC 2/595 (9 aviones) basado Bach Mai, Tonkín , fueron las únicas unidades de primera línea que siguieron utilizando MS.406. Una pequeña parte de los aparatos disponibles después de la disolución de las unidades de la metrópoli permitieron la creación de un escuadrón en Madagascar.
Durante el incidente de Lạng Sơn (del 22 al 25 de septiembre de 1940), un MS.406 fue gravemente dañado por un Nakajima Ki-27 jápones, mientras que un Potez 25 derribó un bombardero japonés. Esta victoria se "olvidó" oficialmente para evitar cualquier incidente diplomático importante con el Japón.
En septiembre de 1940 estalló la guerra franco-tailandesa. El 10 de octubre, 7 MS.406 fueron enviados a Tourane para formar el nuevo escuadrón de caza, EC 2/596. La primera misión de guerra fue el 23 de noviembre. El 18 de enero de 1941, la Fuerza Aérea en Indochina tenía solo 14 Morane. La lucha se detuvo el 28 de enero de 1941, con cuatro victorias francesas por dos MS.406 destruidos en el suelo por un bombardeo. Los Morane-Saulnier fueron retirados en 1942 por falta de repuestos.
En mayo de 1942 durante la Batalla de Madagascar , el 565 Escuadrón tenía a Antananarivo 17 o 18 MS.406, de ellos 11 disponibles incluyendo un destacamento permanente en Diego Suárez. Por lo tanto, fueron los últimos en participar en operaciones aéreas bajo colores franceses.

## Operadores
Alemania
- Luftwaffe: operó aviones capturados

 Bulgaria
- Fuerza Aérea Búlgara: recibió 20 aviones en 1942.[1]

 Estado Independiente de Croacia
- Fuerza Aérea del Estado Independiente de Croacia: recibió unos 15 aviones

 Finlandia
- Fuerza Aérea Finlandesa

 Francia
- Ejército del Aire francés

 Francia de Vichy
- Armée de l’Air de l’armistice

 Italia
- Regia Aeronautica

 Japón
- Servicio Aéreo del Ejército Imperial Japonés: utilizó aviones capturados

 Lituania
- Fuerza Aérea Lituana: encargó 13 aviones, pero no fue entregado ninguno.[2]

 Polonia
- Fuerza Aérea Polaca: encargó 160 aviones, pero no pudo recibir ninguno antes de la caída de Polonia.[3]
- Fuerzas Aérea Polacas Libres: utilizó al menos 91 aviones en varias unidades de entrenamiento y de combate

 República de China
- Fuerza Aérea Nacionalista China: encargó 12 aviones en 1938 y fueron enviados a Haiphong, pero desviadas a la Escadrille EC 2, perdidos contra los japoneses y tailandeses en diciembre de 1940.[2] Puede que uno o dos aviones hayan llegado a la Fuerza Aérea China.[4]

 Suiza
- Fuerza Aérea Suiza

 Turquía
- Fuerza Aérea Turca: recibió 45 aviones. Al menos 30 de ellos estaban inicialmente preparados para la entrega a Polonia y tenían estarcidos de las insignias polacas.[3]

 Tailandia
- Real Fuerza Aérea Tailandesa: utilizó aviones capturados.

 Yugoslavia
- Real Fuerza Aérea Yugoslava: encargó 25 aviones, pero la caída de Francia impidió las entregas.[5]

## Producción
MS.405
2 prototipos y 15 aviones de preproducción
MS.406
entre 1083 y 1094, de los cuales alrededor de 75 se modificaron en MS.410.
MS.406H / D-3800
2 prototipos construidos por Morane-Saulnier y 84 con licencia en Suiza como D-3800
MS.412 / D-3801
207 ejemplares
MS.450 / Doflug D-3802
3 prototipos Morane-Saulnier y 11 aviones construidos en Suiza
MS.540 / Doflug D-3803
1 prototipo suizo

## Especificaciones (MS.406)

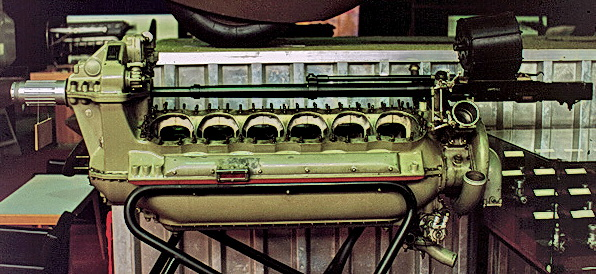
Instalación cañón de 20 mm en el motor HS 12Ydrs

Referencia datos: The Great Book of Fighters

### Características generales
- Tripulación: 1
- Longitud: 8,17 m
- Envergadura: 10,62 m
- Altura: 2,71 m
- Superficie alar: 17,10 m²
- Peso vacío: 1893 kg
- Peso cargado: 2426 kg
- Planta motriz: 1× motor lineal V12 de refrigeración líquida Hispano-Suiza 12Y-31.
  - Potencia: 630 kW (869 HP; 857 CV)
- Hélices: 1× Chauviere metálica tripala por motor.

### Rendimiento
- Velocidad máxima operativa (Vno): 486 km/h a 5000 m
- Alcance: 1000 km
- Régimen de ascenso: 13 m/s
- Carga alar: 141,9 kg/m²
- Potencia/peso: 260 W/kg

### Armamento
- Ametralladoras: 

  - 2x MAC 1934 de 7,5 mm

- Cañones: 

  - 1x Hispano-Suiza HS.404 de 20 mm

### Desarrollos relacionados
- Morane-Saulnier MS.450

### Aeronaves similares
- Arsenal VG-30
- Fiat G.50
- Hawker Hurricane
- Heinkel He 112
- Renard R-38
- Rogožarski IK-3
- Seversky P-35
- SNCAO 200

### Listas relacionadas
- Anexo:Cazas de la Segunda Guerra Mundial